# NGC 2675
NGC 2675 ist eine Elliptische Galaxie mit aktivem Galaxienkern vom Hubble-Typ E3 im Sternbild Großer Bär am Nordsternhimmel. Sie ist schätzungsweise 418 Millionen Lichtjahre von der Milchstraße entfernt und hat einen Durchmesser von etwa 185.000 Lichtjahren.
Das Objekt wurde am 2. Dezember 1861 von Heinrich Louis d’Arrest entdeckt.